# Horus Séhertaouy
Pour les articles homonymes, voir Horus (homonymie).
Horus Séhertaouy (Ḥr shrw Tȝ.wy) (Qui apaise le Double-Pays), est le nom de naissance d'Antef Ier. Il est le fils de Montouhotep Ier.
À l’Institut d’Égyptologie de l’Université de Strasbourg, un fragment de paroi en calcaire (IES 346) porte le nom d’un Horus Séhertaouy. Mais on ne sait pas de quel roi il s'agit, deux souverains portant ce nom d'Horus, Antef Ier (XIe dynastie) et Amenemhat VI (XIIIe dynastie).